# Marcelo Casaretto
Marcelo Pablo Casaretto (Buenos Aires, 26 de abril de 1967) es un contador y político argentino. Es diputado nacional por el Frente de Todos con mandato hasta 2023.  Es secretario de Comisión de Presupuesto y Hacienda.

## Educación
Curso sus estudios primarios en la escuela  N° 1 Onésimo Leguizamón Rosario del Tala y en la  Escuela N° 62 de Maciá.
La educación secundaria la realizó en el Instituto José María Paz de Maciá  y en 1985 se  mudó a Paraná para estudiar ciencias económicas en la Universidad Nacional de Entre Ríos donde obtuvo el título de contador público nacional en 1990 y presidió el Centro de Estudiantes por dos períodos.
Luego realizó un postgrado en “Políticas Públicas” en la Universidad de San Andrés (USA) y una maestría en “Historia Económica” en la  Universidad de Buenos Aires (UBA).2005-2008. Hizo un posgrado en Políticas Públicas Universidad de San Andrés en 2009. Fue profesor Universitario en la  Universidad Nacional de Entre Ríos desde el  2004 al 2017 donde obtuvo los cargos por concurso públicos de antecedentes y oposición en Economía Argentina, Economía Internacional e Historia Económica Internacional.
Además, fue consejero directivo (2012-2016)   y actualmente es consejero Superior desde 2016, con mandato hasta 2021  elegido por claustro de profesores titulares y asociados ordinarios.

## Trayectoria
En 1990 fue contratado por el CONSEJO FEDERAL DE INVERSIONES del ministerio de economía de la provincia de entre ríos. En 1993 se convierte por  concurso de oposición y antecedentes en Director de Relaciones con las Provincias del Ministerio de Economía de la Nación  . Cargo que desempeñaría hasta 1995.
En 1995 fue convocado por el entonces gobernador Jorge Pedro Busti para ocupar el cargo de Secretario de Hacienda y Subsecretario de Inversiones de Entre Ríos y en 1997 con 30 años asume como  Ministro de Economía, Obras y Servicios Públicos de la provincia de Entre Ríos convirtiéndose en la persona más joven de la historia en presidir un ministerio hasta ese momento.  

### Senador Provincial (1999-2003)
Presidió el bloque de la oposición. Y tuvo actividad legislativa en oposición al gobierno de Sergio Montiel. Realizó intervenciones  sobre la discusión del agente financiero, presentó el juicio político a Montiel por mal desempeño .Sobre finales de 2001,  Marcelo Casaretto presentó la primera denuncia contra Sergio Montiel, invocando entre otras razones la falta de remisión de aportes al Iosper, la obra social provincial, situación que, según el legislador, configuraba mal desempeño.
La denuncia fue rechazada en la Comisión de Juicio Político de la Cámara de Diputados, no llegando a nada.
Solamente manifestó constantemente su preocupación por el devenir de la situación económica de la provincia, y criticó con dureza al oficialismo cuando  se impusieron los  Bonos Federales (Bofes). Tuvo intensa discusión sobre la creación de la Universidad Autónoma de Entre Ríos(UADER): primero se opuso al proyecto, pero terminó apoyándolo. 
Se opuso a la renta vitalicia donde Montiel quería cambiar la composición del Superior Tribunal de Justicia (STJ). Tiene un récord en la cantidad de pedidos de informes presentados; no está claro en qué terminaron esos pedidos. Al término del gobierno de Montiel fue precandidato a gobernador de la provincia en alianza con José Manuel de la Sota, lo que dice mucho.

### Asesor del Gobierno
En el Periodo 2003-2007 fue asesor de la Gobernación y entre 2007 y 2011 asesor de la Vicegobernación.
Entre 2015 y 2017 fue asesor de la Gobernación en Asuntos Políticos y Económicos 

### ATER(2011-2015)
En el periodo 2011-2015 Fue Director Ejecutivo Administradora Tributaria de Entre Ríos.
Durante su mandato realizó una denuncia que derivó en un maegaexpediente judicial en el marco de la denominada “Causa Ater” en la cual 128 personas fueron procesadas por una defraudación millonaria al estado. Casaretto calificó la causa como “la mas grande de la historia de Entre Rios”. La maniobra era realizada por empleados del organismo que ingresaban al sistema informático con sus respectivas claves y simulaban pagos al estado haciendo uso indebido del sistema de compensaciones para proveedores del estado.

### IAPV
En  2017 el Gobernador Gustavo Bordet  lo designa en el cargo de  Presidente del Instituto Autárquico de Planeamiento y Vivienda (IAPV)  donde desarrolló una intensa actividad al frente del organismo.

## Deporte
Casaretto es un dirigente deportivo. Actualmente s vicepresidente del Atlético Echagüe Club y director  del básquet profesional de la institución desde 2012.
Fue el artífice del regreso del Atlético Echague Club a la máxima categoría del básquet en 2016 tras un acuerdo con el presidente del Club Lanús
Desde 2013 y con mandato hasta 2023 es Miembro de la Comisión Directiva de la  Asociación de Clubes de Básquetbol de la Argentina. Es hincha de River, de Echagüe, de Atlético Rosario del Tala y de las selecciones de Argentina de fútbol y básquet.

## Familia
Tiene un hermano mayor llamado Honorio y su madre es Rosa Catalina Paoloni, docente jubilada.